# Kara Bogaz Gol

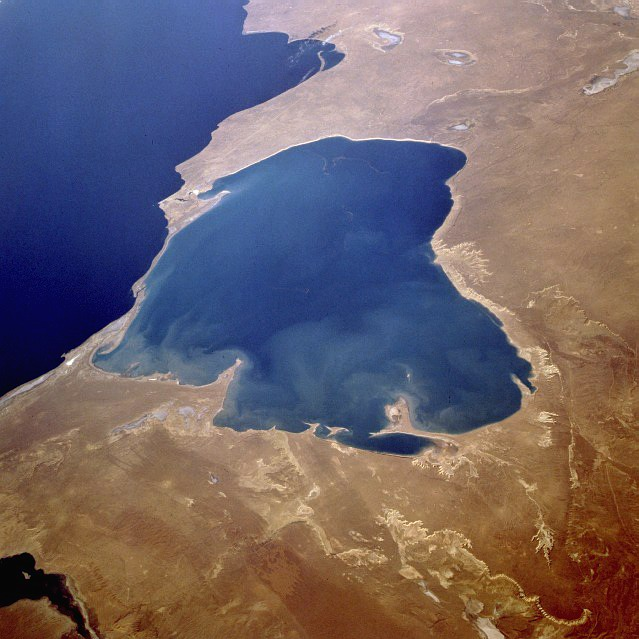
Kara Bogaz Gol, imagine din satelit, 1995.

Kara Bogaz Gol (sau Garabogazköl, însemnând efectiv Lacul gîtului negru) este un golf al Mării Caspice separat de aceasta în 1980 printr-un baraj, devenind astfel pentru o perioadă un lac sărat. Este cel mai sărat bazin acvatic din lume (în 1980 salinitatea medie a apei Kara Bogaz Golului era de 31 % în comparație cu 26 % cît are Marea Moartă). Suprafața golfului este de 18,4 mii km² , iar adâncimea sa maximă este de 10 m. Salinitatea foarte ridicată se datorează ratei extrem de înalte de evaporare. 
În 1980 pentru a preveni scăderea nivelului Mării Caspice, care alimenta golful Kara Bogaz Gol, strîmtoarea ce făcea legătura dintre cele două bazine acvatice (lată de numai 200 m) a fost închisă de un baraj. Această acțiune a avut ca efect o reducere drastică a suprafeței Kara Bogaz Golului dar și o creștere neașteptat de mare a nivelului Mării Caspice (cu 2 m din 1980 pînă în 2005). Deja în 1984 pentru a contracara aceste efecte conexiunea dintre Marea Caspică și Kara Bogaz Gol a fost parțial restabilită. În 1992 autoritățile turkmene au distrus completamente barajul. 